# Nachal Harduf
Nachal Harduf (hebrejsky נחל הרדוף) je vádí na Západním břehu Jordánu a v jižním Izraeli, na severovýchodním okraji Negevské pouště, respektive v Judské poušti.
Začíná na Západním břehu Jordánu v nadmořské výšce okolo 700 metrů v hornaté pouštní krajině jihovýchodně od izraelské osady Ma'on. Vede pak východním směrem, z jihu míjí lokální silnici číslo 3269 a rozpýlené beduínské osídlení. Postupně se zahlubuje do okolního terénu. Směr toku se mění na jihovýchodní a vstupuje plně na území Izraele v jeho mezinárodně uznávaných hranicích. Ze severu a východu míjí horu Har Harduf a od severu přijímá vádí Nachal Kereš. Prochází dále po severovýchodních svazích hory Har Namer. Od severovýchodu sem ústí také vádí Nachal Cafcafa. Nachal Harduf pak ústí zleva do vádí Nachal Ce'elim, které jeho vody odvádí do Mrtvého moře.